# Bahnstrecke Cervignano–Pontile per Grado
| Ankunft eines Zuges am Fähranlieger bei Belvedere |                      |                                                                  |                                        |
| Netz der Friauler Eisenbahngesellschaft |                      |                                                                  |                                        |
| Streckenlänge: | 12,326 km            |                                                                  |                                        |
| Spurweite: | 1435 mm (Normalspur) |                                                                  |                                        |
| |                      |                                                                  |                                        |
| \| \| \| \| \| \| \| \| Bahnstrecke Venedig–Udine von Udine über Cervignano Smistarmento \| \| \| \| \| \| \| \| \| 0,000 \| Cervignano \| Cervignano \| \| \| \| Bahnstrecke Venedig–Udine nach Trieste \| \| \| \| 3,263 \| Terzo die Aquileia \| Terzo die Aquileia \| \| \| 6,516 \| Aquileia \| Aquileia \| \| \| 11,680 \| Belvedere \| Belvedere \| \| \| 12,326 \| Grado H/Pontile per Grado \| Grado H/Pontile per Grado \| \| \| \| Fähre nach Grado \| \| |                      |                                                                  |                                        |
| |                      |                                                                  |                                        |
| |                      | Bahnstrecke Venedig–Udine von Udine über Cervignano Smistarmento |                                        |
| |                      |                                                                  |                                        |
| Kopfbahnhof Streckenanfang · Bahnhof | 0,000                | Cervignano                                                       | Cervignano                             |
| Strecke · Strecke nach links |                      | Bahnstrecke Venedig–Udine nach Trieste                           | Bahnstrecke Venedig–Udine nach Trieste |
| Haltepunkt / Haltestelle | 3,263                | Terzo die Aquileia                                               | Terzo die Aquileia                     |
| Bahnhof | 6,516                | Aquileia                                                         | Aquileia                               |
| Bahnhof | 11,680               | Belvedere                                                        | Belvedere                              |
| Kopfbahnhof Streckenende | 12,326               | Grado H/Pontile per Grado                                        | Grado H/Pontile per Grado              |
| |                      | Fähre nach Grado                                                 |                                        |

Die Bahnstrecke Cervignano–Pontile per Grado war eine Eisenbahnstrecke in Italien. Sie verband den Bahnhof Cervignano mit der Anlegestelle der Fähren nach Grado, die etwa 400 Meter nach dem Bahnhof Belvedere in der Gemeinde Aquileia lag.

## Geschichte
Die kurze Eisenbahnstrecke wurde von der Friauler Eisenbahn-Gesellschaft (FEG) erbaut. Dieses Bahnunternehmen hatte im letzten Jahrzehnt des 19. Jahrhunderts bereits zwei weitere Eisenbahnen im unteren Friaul bzw. im damaligen Kronland Österreichisches Küstenland errichtet. Es handelte sich dabei um die Strecke Cervignano–Monfalcone und die Verbindungsbahn Monfalcone–Portorosega.
Die Eisenbahnstrecke wurde von den Ingenieuren Giulio Dreossi und Giacomo Antonelli geplant. In den ursprünglichen Plänen sollte sie bis nach Grado führen. Die Stadt liegt allerdings auf einer Insel und für eine feste Verbindung schienen die Kosten ursprünglich zu hoch. So wurde diese Verlängerung nie gebaut. Der Endbahnhof sollte am Testata Mosconi, vor der heute existierenden Drehbrücke entstehen. Diese Drehbrücke und der Straßendamm wurden im Jahr 1935 errichtet.
Das österreichische Eisenbahnministerium erteilte der Bahngesellschaft 1909 die Konzession für den Bau der Strecke. Die Eisenbahn wurde am 16. Juli 1910 ohne öffentliche oder private Feierlichkeiten offiziell in Betrieb genommen. Der Eröffnungszug bestand aus drei Wagen, und die Passagiere schwenkten aus den Fenstern die österreichische Flagge.
Der Personen- und Güterverkehr wurde anfangs von den kaiserlich-königlichen österreichischen Staatsbahnen durchgeführt. Nach der italienischen Besetzung des Isonzo-Gebiets zu Beginn des Ersten Weltkriegs im Mai 1915 ging die Strecke provisorisch an die Società Veneta über.

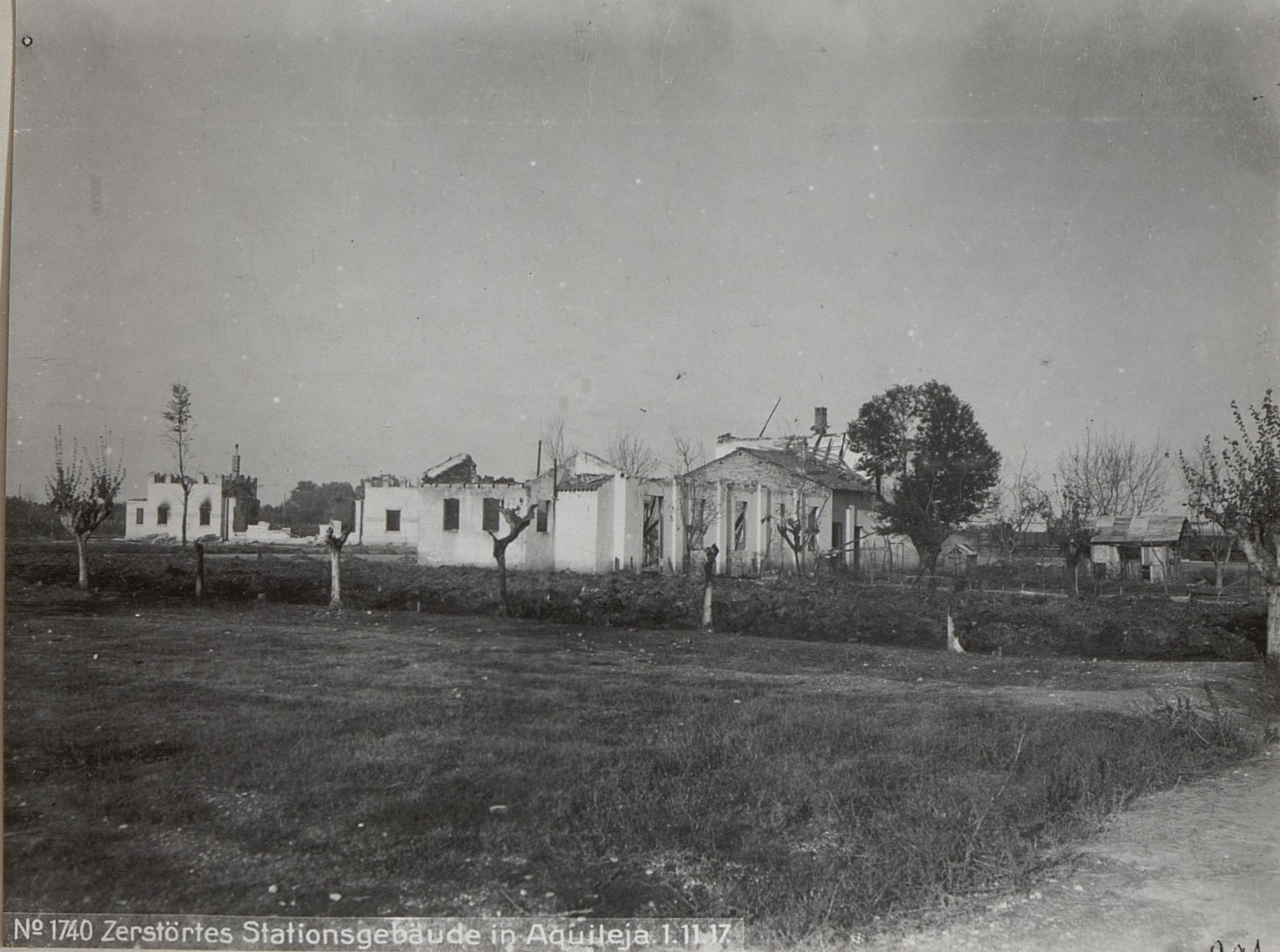
Bildtext k.u.k. Kriegspressequartier: "Zerstörtes Stationsgebäude in Aquileja 1.11.17"

Während des Ersten Weltkrieges fertigte das k.u.k. Kriegspressequartier Aufnahmen von der Strecke an, die teilweise auch Kriegszerstörungen zeigen sollten.
Mit dem Vertrag von Saint-Germain-en-Laye wurde die Strecke Teil des italienischen Territoriums. Im Jahr 1920 übernahmen die Ferrovie dello Stato den Betrieb, während das Eigentum an der Strecke bei der FEG verblieb.
Der Betrieb auf der Strecke wurde am 1. Juli 1937 eingestellt, da die Einweihung der Straße nach Grado den Straßenverkehr begünstigt hatte. Die Eisenbahn wurde 1942 aufgrund der Treibstoffbeschränkungen, die die Ersatzbuslinien unwirtschaftlich machten, wiedereröffnet. Die Strecke wurde jedoch auf Belvedere zurückgenommen, und das Empfangsgebäude des Pontile und sein zweites Gleis wurden entfernt.
Während des Krieges transportierten die wichtigsten Züge verwundete Soldaten nach Grado, aber es gab auch regelmäßige Pendlerverbindungen. Der Personenverkehr endete Ende der 1940er Jahre, sporadische Güterzüge waren noch bis Ende der 1950er Jahre zu sehen. Die Strecke wurde mit dem Fahrplanwechsel im Januar 1965 offiziell stillgelegt. Dennoch wurde die Strecke aufgrund fehlender Vereinbarungen zwischen der FEG und den Ferrovie dello Stato vorerst nicht abgebaut.
In den 1980er Jahren entstand aufgrund des Liquidationsbedarfs der friaulischen Gesellschaft ein Rechtsstreit zwischen den beiden Unternehmen. Der Rechtsstreit wurde 2008 mit dem Abschluss einer Vergleichsvereinbarung zwischen Rete Ferroviaria Italiana, die die Ferrovie dello Stato in den Rechtsfragen abgelöst hatte, und der Società Ferroviaria Friulana beigelegt. Ende desselben Jahres begannen die Abbauarbeiten an der Strecke.
Die Flächen und Bahndämme wurden für den Bau des Radwegs Palmanova–Aquileia–Grado genutzt.
Am 16. Juli 2010 wurde das hundertjährige Jubiläum der Eröffnung der Eisenbahnstrecke Cervignano–Belvedere gefeiert. Zu diesem Anlass wurde die Ausstellung „1910: Ankunft mit dem Zug in Grado. Das hundertjährige Jubiläum der Eisenbahn Cervignano–Belvedere“ in Grado eingerichtet. Eine Gedenktafel wurde am Bahnhof Cervignano angebracht, und in einem Sonderpostamt innerhalb des Gebäudes wurde ein Sonderpoststempel angeboten.

## Strecke

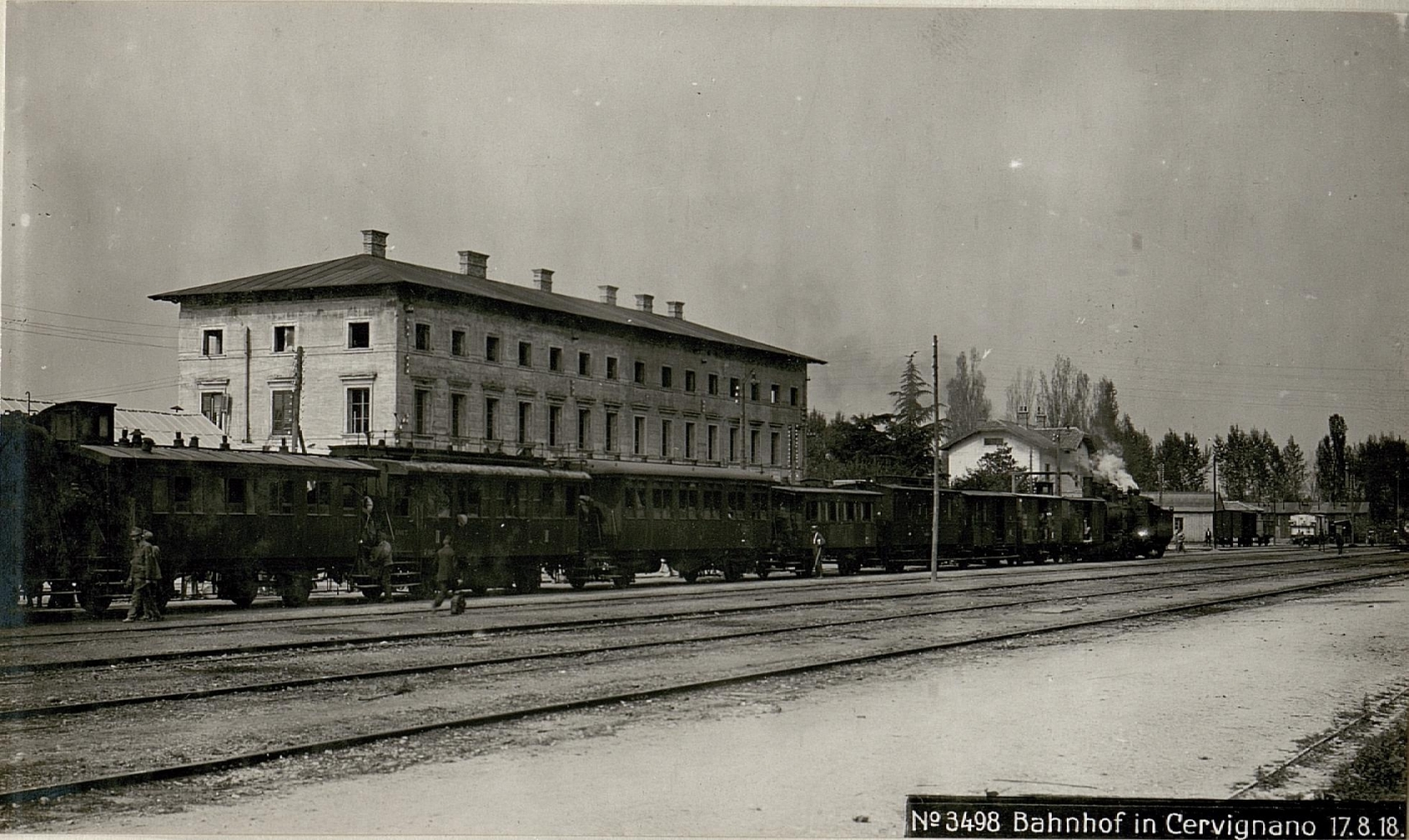
Bahnhof Cervignano im Ersten Weltkrieg mit Personenwagen österreichischer und italienischer Bauart

Die Strecke zweigte vom Bahnhof Cervignano ab und führte in der Ebene bis zum Fähranleger Pontile per Grado – im Wesentlichen parallel zur heutigen Regionalstraße 352. Auf Höhe von Aquileia machte die Eisenbahn eine Kurve, um das Stadtzentrum zu umgehen.
Die Strecke war nur bis zum Bahnhof Belvedere konzessioniert, führte aber noch etwa vierhundert Meter weiter zum Fähranleger nach Grado. Diese eigentliche Endstelle wurde im österreichischen Kursbuch als Grado H bezeichnet. Im italienischen Kursbuch scheint sie als Pontile per Grado auf.

## Fahrplan und Fahrzeuge

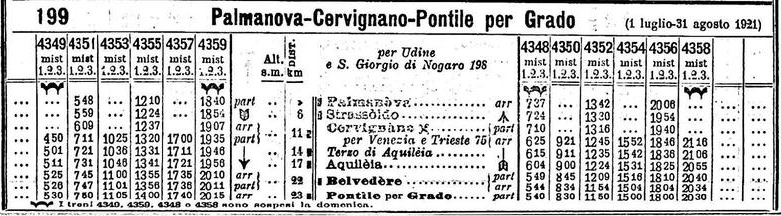
Fahrplan Cervignano-Belvedere, 1921

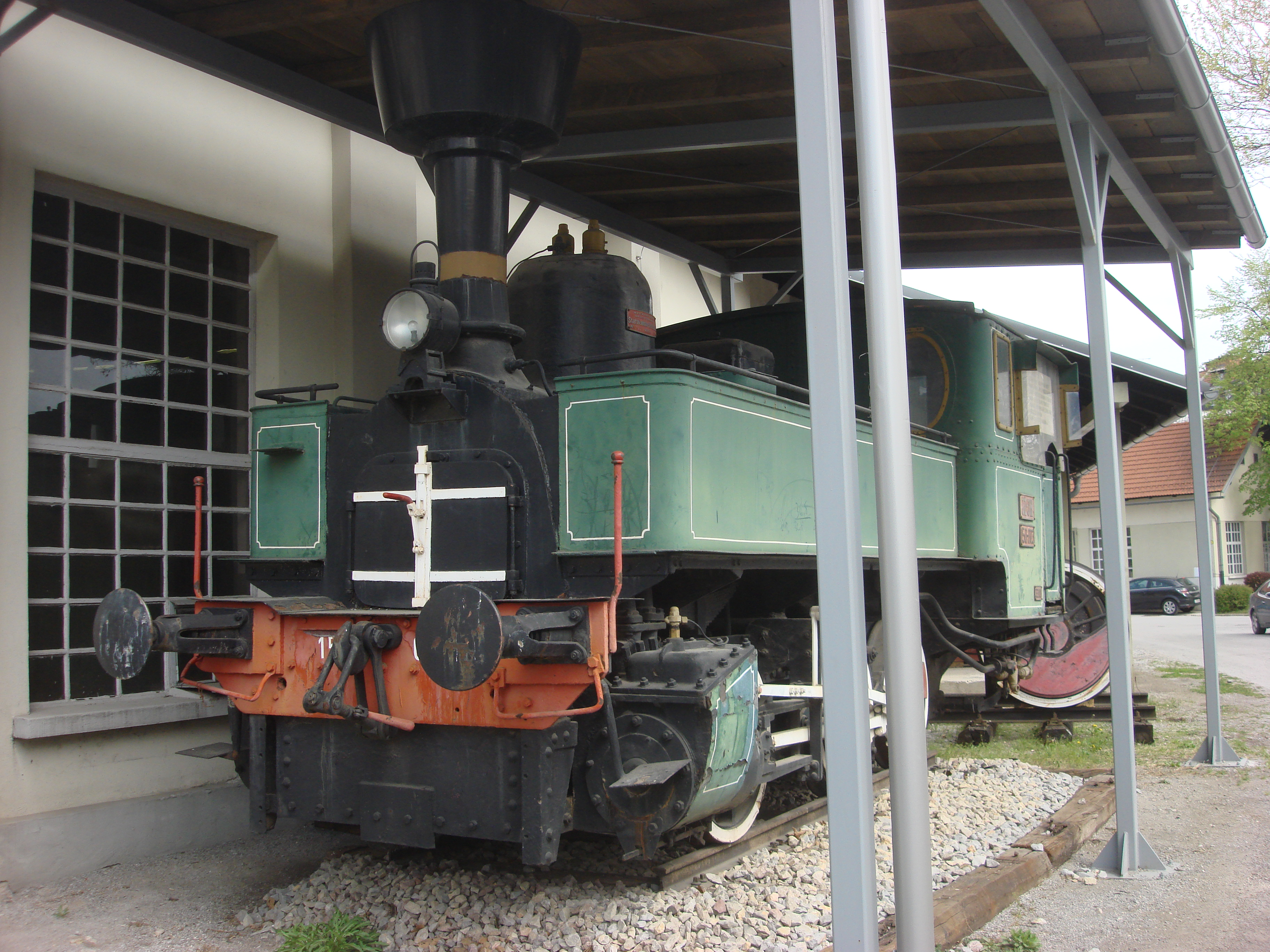
Lokomotive der Friauler Eisenbahngesellschaft im Eisenbahnmuseum Ljubljana

Zur Zeit des Bahnbetriebs gab es am Pontile Anschlüsse an die Fähren nach Grado.
Während der österreichisch-ungarischen Zeit gab es auf der Bahn vier Fahrten in beide Richtungen. Die Züge führten 1., 2. und 3. Wagenklasse. Im italienischen Kursbuch 1921 sind ebenfalls vier Zugspaare ersichtlich. Diese werden durch zwei Zugspaare ergänzt die nur sonntags verkehrten. Die Fahrzeit für die gesamte Strecke betrug etwa 40 Minuten.
Die Friauler Eisenbahngesellschaft beschaffte drei Lokomotiven der kkStB-Baureihe 97 und zwei Lokomotiven der kkStB-Baureihe 199. Die erstbeschaffte Lokomotive ist im Eisenbahnmuseum Ljubljana erhalten.

## Dokumentationen
Im Jahr 2022 wurde auf YouTube die Dokumentation „Il viaggio della ferrovia Cervignano – Pontile per Grado“ von Gary Ograjsek veröffentlicht, an der Stefano Pinat (Forscher und Eisenbahnhistoriker) und Emanuele Zorino (Bürgermeister von Aquileia) teilnahmen.